# 中部方言 (朝鮮語)
中部方言（ちゅうぶほうげん）とは、朝鮮半島の中部地方で使われる朝鮮語の方言である。詳しくはソウル方言・京畿道方言、嶺東方言、忠清道方言、黄海道方言に分けられる。韓国における現代朝鮮語の標準語の主な土台となった。 
現代の大韓民国（韓国）では、京畿道方言を中心に特徴的な語彙は相当消えて、音韻的特性が多少残っている程度である。朝鮮民主主義人民共和国（北朝鮮）地域では、中部方言の特徴が比較的よく保存されており、今日では中部方言が黄海北道北部まで広がっている。中部方言が、北朝鮮が設定した咸鏡-江原境界より北に浸透して永興、高原、耀徳、水洞などに使われるとされる場合もある。